# 42
42 (XLII) var ett normalår som började en måndag i den julianska kalendern.

## Händelser

### Januari
- 25 januari – Paulus omvänds till kristendomen. (Egentligen är det exakta datumet okänt, men kristendomen har valt att minnas händelsen på detta datum.)

### Okänt datum
- Sedan den gamla hamnen i Roms hamnstad Ostia efter hand har blivit otillräcklig för världsstaden Rom anlägger kejsar Claudius en ny hamn för oerhörda kostnader, den så kallade Portus Augusti (nuvarande Porto) fyra kilometer längre norrut.
- Romarna tar över kontrollen av Ceuta.
- Nuvarande Algeriet och Marocko blir en romersk provins.
- Den dalmatiske legaten, Furius Camillius Scribonianus, revolterar, men hans trupper överger honom, varvid upproret snart rinner ut i sanden.
- Kung Suro blir den förste kungen av Geumgwan Gaya på Koreanska halvön.
- Den kinesiske generalen My Yuan slår ner Trungsystrarnas uppror i Tonkin.

## Födda
- Sixtus I, påve från 115, 116, 117 eller 119 till 125, 126 eller 128